# Krieger (kráter)

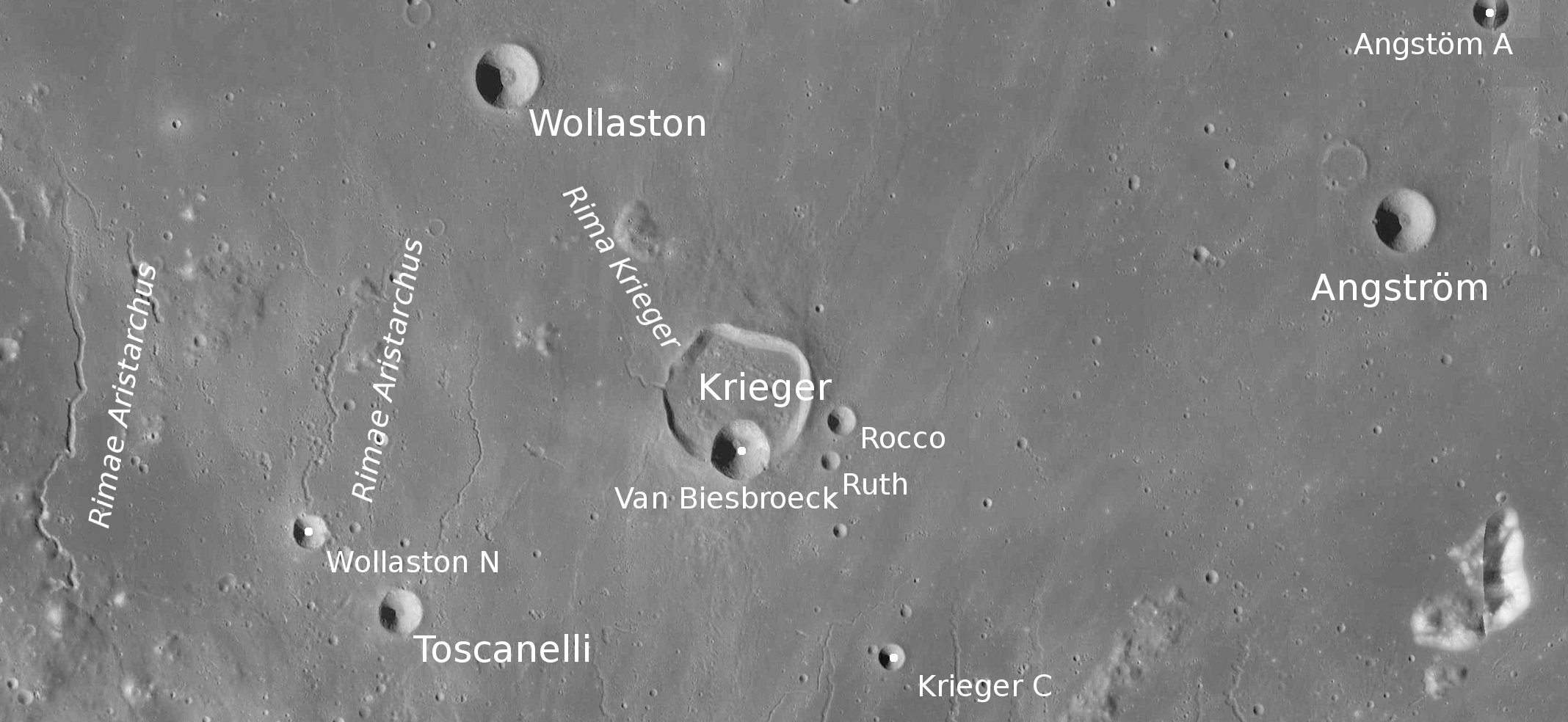
Kráter Krieger a okolí.

Krieger je lávou zatopený impaktní kráter nacházející se ve východní části měsíčního moře Oceanus Procellarum (Oceán bouří) na přivrácené straně Měsíce. Má průměr 22 km, jeho dno je zatopeno bazaltickou lávou a postrádá tedy centrální pahorek.
Na jeho jižním okrajovém valu leží menší kráter Van Biesbroeck, východně lze nalézt jednoduché krátery Rocco a Ruth. Severozápadně leží kráter Wollaston a východo-severovýchodně Angström. Západně a jižně se táhne síť brázd Rimae Aristarchus a severozápadně směrem ke kráteru Wollaston brázda Rima Krieger.

## Název
Pojmenován je podle německého selenografa Johanna Nepomuka Kriegera.

## Satelitní krátery
V okolí kráteru se nachází několik dalších kráterů. Ty byly označeny podle zavedených zvyklostí jménem hlavního kráteru a velkým písmenem abecedy.
| Krieger | Sel. šířka | Sel. délka | Průměr |
| ------- | ---------- | ---------- | ------ |
| C       | 27,7° S    | 44,6° Z    | 4 km   |

Přejmenované krátery:
- Krieger B na Van Biesbroeck
- Krieger D na Rocco